# 1896년 하계 올림픽 오스트리아 선수단
오스트리아는 1896년 4월 6일부터 15일까지 그리스 아테네에서 열린 제1회 하계 올림픽에 선수단을 파견했다. 3개 종목에 선수 3명이 참가하였다.

## 메달 집계

### 종목별 메달 집계
| 종목   |   |   |   | 합계 |
| ------ | - | - | - | ---- |
| 수영   | 1 | 1 | 0 | 2    |
| 사이클 | 1 | 0 | 2 | 3    |
| 합계   | 2 | 1 | 2 | 5    |

### 메달리스트
| 메달 | 선수          | 종목   | 세부 종목        | 날짜     |
| ---- | ------------- | ------ | ---------------- | -------- |
|      | 파울 네우만   | 수영   | 남자 500m 자유형 | 4월 11일 |
|      | 아돌프 슈말   | 사이클 | 남자 12시간      | 4월 12일 |
|      | 오토 헤르슈만 | 수영   | 남자 100m 자유형 | 4월 11일 |
|      | 아돌프 슈말   | 사이클 | 남자 독주        | 4월 11일 |
|      | 아돌프 슈말   | 사이클 | 남자 10km        | 4월 11일 |

## 사이클
| 선수        | 세부 종목 | 기록        | 순위 |
| 아돌프 슈말 | 독주      | 26.0 (26.6) | 3    |
| 아돌프 슈말 | 10km      | 불명        | 3    |
| 아돌프 슈말 | 100km     | -           | DNF  |
| 아돌프 슈말 | 12시간    | 314.997     | 1    |

## 수영
| 선수          | 종목         | 결선   | 결선 |
| 선수          | 종목         | 기록   | 순위 |
| ------------- | ------------ | ------ | ---- |
| 오토 헤르슈만 | 100m 자유형  | 1:22.8 | 2    |
| 파울 네우만   | 500m 자유형  | 8:12.6 | 1    |
| 파울 네우만   | 1200m 자유형 | -      | DNF  |

## 펜싱
| 선수        | 세부 종목     | 예선                      | 결선   | 결승           | 최종 순위 |
| 선수        | 세부 종목     | 승패                      | 승패   | 상대 선수 결과 | 최종 순위 |
| 아돌프 슈말 | 사브르 개인전 | 텔레마코스 카라칼로스     | 패 0-3 | 4              |           |
| 아돌프 슈말 | 사브르 개인전 | 이오아니스 게오르기아디스 | 패 2-3 | 4              |           |
| 아돌프 슈말 | 사브르 개인전 | 게오르기오스 이아트리디스 | 승 3-2 | 4              |           |
| 아돌프 슈말 | 사브르 개인전 | 올게르 루이스 닐센        | 패 2-3 | 4              |           |

## 참고 문헌
- Lampros, S.P.; Polites, N.G.; De Coubertin, Pierre; Philemon, P.J.; & Anninos, C. (1897). 《The Olympic Games: BC 776 – AD 1896》 (PDF). Athens: Charles Beck. 2013년 1월 16일에 원본 문서 (PDF)에서 보존된 문서. 2010년 4월 11일에 확인함.
- Mallon, Bill; & Widlund, Ture (1998). 《The 1896 Olympic Games. Results for All Competitors in All Events, with Commentary》 (PDF). Jefferson: McFarland. ISBN 0-7864-0379-9. 2011년 5월 14일에 원본 문서 (PDF)에서 보존된 문서. 2018년 11월 26일에 확인함.
- Smith, Michael Llewellyn (2004). 《Olympics in Athens 1896. The Invention of the Modern Olympic Games》. London: Profile Books. ISBN 1-86197-342-X.
- (영어) “Austria at the 1896 Athina Summer Games”. SR/Olympic Sports. 2010년 2월 1일에 원본 문서에서 보존된 문서. 2011년 10월 12일에 확인함.